# Jean-Louis Balsa

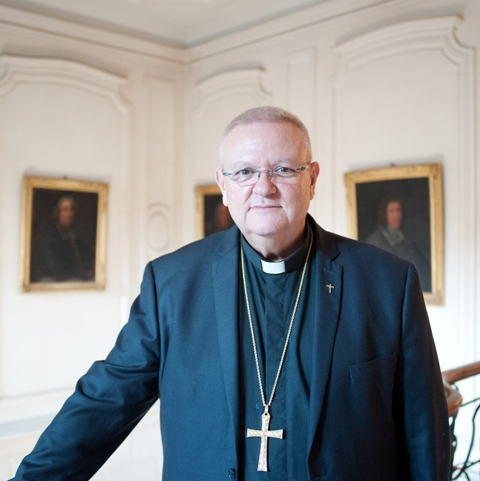
Jean-Louis Balsa (2016)

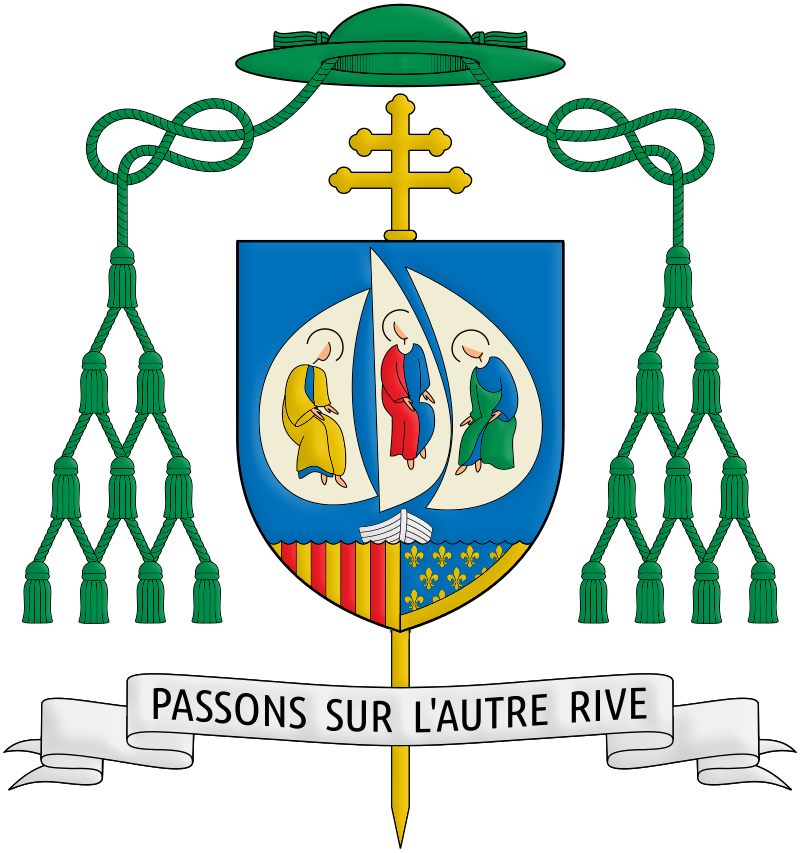
Wappen von Jean-Louis Balsa als Erzbischof von Albi

Jean-Louis Balsa (* 17. März 1957 in Nizza) ist ein französischer Geistlicher und römisch-katholischer Erzbischof von Albi.

## Leben
Jean-Louis Balsa besuchte von 1969 bis 1973 das Collège La Rostagne und von 1973 bis 1976 das Lycée Saint Exupéry in Antibes. Ein folgendes Studium der Philosophie an der Universität Nizza schloss er 1980 mit der Maîtrise ab. Von 1981 bis 1985 studierte Balsa Katholische Theologie am Séminaire des Carmes des Institut Catholique de Paris. Der Bischof von Nizza, Jean-Julien-Robert Mouisset, weihte ihn am 30. Oktober 1983 in der Kathedrale Notre-Dame-de-l'Immaculée-Conception in Antibes zum Diakon. Am 9. September 1984 empfing Balsa in der Kathedrale von Nizza durch den Bischof von Nizza, François Saint-Macary, das Sakrament der Priesterweihe für das Bistum Nizza. Von 1984 bis 1985 belegte er Kurse an der religionswissenschaftlichen Sektion der École pratique des hautes études in Paris. 1985 erlangte er am Institut Catholique de Paris mit der Arbeit Le Credo dans ses médiations musicales („Das Credo in seinen musikalischen Vermittlungen“) eine Maîtrise im Fach Katholische Theologie.
Balsa war von 1985 bis 1991 als Kaplan an verschiedenen Schulen in Cannes tätig, bevor er Pfarrer in Valbonne, Biot und Sophia Antipolis wurde. Daneben erwarb er 1985 bei Joseph Doré PSS und Jean Collet mit der Arbeit La télé-vision de Dieu: questions théologiques liées à l’interférence des systèmes de télévision avec l’émission et la réception du message chrétien. Étude des cinq messes télévisées du Carême 1992 („Die Television Gottes: Theologische Fragen im Zusammenhang mit der Auswirkung von Fernsehprogrammen auf die Sendung und den Empfang der christlichen Botschaft. Untersuchung von fünf Fernsehmessen in der Fastenzeit 1992“) am Institut Catholique de Paris ein Diplôme d’études approfondies (DEA) im Fach Katholische Theologie und an der Universität Paris IV-Sorbonne ein Diplôme d’études approfondies im Fach Religionsanthropologie. Von 2001 bis 2007 wirkte Balsa als Bischofsvikar für die Jugendpastoral im Bistum Nizza und von 2002 bis 2007 zudem als Studiendirektor am Priesterseminar Laghet in La Trinité, an dem er auch Trinitätslehre lehrte. Anschließend war er Generalsekretär der Diözesansynode des Bistums Nizza. Von 2007 bis 2009 fungierte Balsa als Generalvikar. Während der Sedisvakanz von 2013 bis 2014 war er Delegat des Apostolischen Administrators. Danach wurde er erneut Generalvikar. Darüber hinaus war Balsa für die Arbeitsgruppe Le service de l’unité d’un presbyterium („Der Dienst der Einheit des Presbyteriums“) zuständig.
Papst Franziskus ernannte ihn am 22. Mai 2015 zum Bischof von Viviers. Die Bischofsweihe spendete ihm der Erzbischof von Lyon, Philippe Kardinal Barbarin, am 12. September desselben Jahres auf dem Vorplatz des Bischofshauses in Viviers; Mitkonsekratoren waren der Bischof von Nizza, André Marceau, und der emeritierte Bischof von Viviers, François Blondel. Sein Wahlspruch Passons sur l’autre rive („Wir wollen ans andere Ufer hinüberfahren“) stammt aus Mk 4,35 .
Am 18. August 2023 bestellte ihn Papst Franziskus zum Erzbischof von Albi. Die Amtseinführung fand am 17. September desselben Jahres statt.
In der Französischen Bischofskonferenz gehörte Balsa von 2016 bis 2022 der Kommission für die geweihten Amtsträger und die in der Verkündigung tätigen Laien an. Seit 2022 ist er Mitglied der Kommission für die interreligiösen Beziehungen und die neuen religiösen Bewegungen.

## Schriften
- Le Credo dans ses médiations musicales. Institut Catholique de Paris, Paris 1985, OCLC 913256187.
- La télé-vision de Dieu: questions théologiques liées à l’interférence des systèmes de télévision avec l’émission et la réception du message chrétien. Étude des cinq messes télévisées du Carême 1992. Institut Catholique de Paris, Paris 1992.
- Disciples de Jésus-Christ & Missionnaires du Salut en Ardèche. Evêché de Viviers, Viviers 2019, OCLC 1241076031.